# Setge de La Granadella
El setge de la Granadella fou un dels episodis de la primera guerra carlina.

## Antecedents
Juan Antonio Guergué comandà una expedició a Catalunya amb intenció d'unificar les forces catalanes. El 8 d'agost del 1835 surt d'Estella al capdavant de 2.700 homes mentre el general Pastors, cap de l'exèrcit de Catalunya, va encomanar als generals Gurrea i Joseph Conrad la intercepció dels carlins.
Travessa Navarra, arribant a Osca el 16 d'agost, deixant a Santocildes comandant la guarnició de la ciutat, que abandonà amb l'arribada del brigadier liberal Gurrea. Passant per Barbastre, a Roda d'Isàvena  derrotà una columna procedent de Benasc, i a finals d'agost entrà a Catalunya, seguit pel general Bernelle, passant per Lleida el 25 d'agost

## Batalla
Els carlins van assetjar als liberals a La Granadella fins que la Legió Estrangera Francesa, amb 600 efectius comandats per Cros d'Avenas aixecà el setge amb durs combats.

## Conseqüències
Juan Antonio Guergué intentà entrar a Olot sense aconseguir-ho el setembre i octubre, i arriba triomfant a Girona amb nombrosos nous voluntaris que se li han anat afegint durant la marxa, i deixa organitzades les forces catalanes en quatre zones: divisió de Girona amb Mataró i Vic, divisió de Manresa, divisió de Lleida i divisió de Tarragona, amb un total de més de 24.000 homes, mentre la revolta s'anava estenent
El setembre, els legionaris de Conrad s'havien reagrupat a Balaguer per interceptar Guergué en el seu retorn a Navarra, i prenent les posicions carlines de Gerri i La Pobla de Segur, on hi hagué una batalla en 6 de novembre. El 22 de novembre creuà el Cinca, dispersant la cavalleria liberal que havia sortit al seu encontre, i va dirigir-se de nou a Barbastre, cap on es dirigia Conrad a tallar-li el pas, lluitant en la batalla d'Angüés, i després va retornar a Navarra passant a prop d'Osca.